# Донецький окружний адміністративний суд
Донецький окружний адміністративний суд — місцевий спеціалізований адміністративний суд першої інстанції, розташований у місті Слов'янську, юрисдикція якого поширюється на Донецьку область.
До початку захоплення Росією сходу України суд розташовувався в м. Донецьку, за адресою бульвар Шевченка, 26. В липні 2014, у зв'язку з проведенням антитерористичної операції, Донецький окружний адміністративний суд призупинив свою роботу у повному обсязі. З 21 листопада 2014 року робота суду була відновлена у звичайному режимі за новою адресою у м. Слов'янську, а з 22 грудня 2014 року судом відновлено здійснення правосуддя.

## Компетенція
Місцевий адміністративний суд при здійсненні судочинства керується Кодексом адміністративного судочинства України. Він розглядає адміністративні справи, тобто публічно-правові спори, у яких хоча б однією зі сторін є орган виконавчої влади, орган місцевого самоврядування, їхня посадова чи службова особа або інший суб'єкт, який здійснює владні управлінські функції. Іншою стороною є приватний елемент (громадянин, юридична особа приватного права тощо).
До числа адміністративних справ належать, зокрема, спори фізичних чи юридичних осіб із суб'єктом владних повноважень щодо оскарження його рішень (нормативно-правових актів чи правових актів індивідуальної дії), дій чи бездіяльності; з приводу прийняття громадян на публічну службу, її проходження, звільнення з публічної служби; щодо виборчого процесу тощо. В окремих випадках адміністративний суд розглядає справи за зверненням суб'єкта владних повноважень.
Адміністративний суд розглядає справу, як правило, за місцезнаходженням відповідача, тобто якщо офіційна адреса відповідача зареєстрована на території юрисдикції цього суду.

## Структура
Суд очолює його голова, який має двох заступників. Правосуддя на даний час здійснюють 49 суддів.
Організаційне забезпечення діяльності суду здійснює апарат, очолюваний керівником апарату, який має заступника.
До патронатної служби входять помічники суддів. Секретарі судового засідання безпосередньо підпорядковані керівнику апарату та судді, з яким працюють відповідно до внутрішнього розподілу обов'язків.
Відділи апарату:
- аналітичної роботи та правового забезпечення
- бухгалтерського обліку та фінансових ресурсів
- управління персоналом та державної служби
- судової статистики та звітності
- інформаційних технологій та адміністративних послуг
- документообігу та архівної роботи
- контролю за використанням державного майна
- судових розпорядників[2].

## Керівництво
Голова суду — Циганенко Андрій Іванович
 Заступник голови суду — Смагар Світлана Володимирівна
 Заступник голови суду — Ушенко Сергій Володимирович
 Керівник апарату — Троцак Світлана Григоріївна.